# Made in Japan (Berdien Stenberg)
Made In Japan è il dodicesimo album della flautista Berdien Stenberg.

## Tracce
1. Seasonal Japanese Melodies – 5:45
2. Flower – 3:03
3. Home-Town – 3:47
4. Red Dragon-Fly – 3:19
5. Moonshine On The Castle – 5:41
6. This Way – 4:19
7. Blue Waltz – 4:25
8. Waiting In Vain – 1:46
9. First Autumn Colours – 3:24
10. A Misty Moonlight Night – 3:00
11. Cherry-Blossom – 4:23
12. The First Snowfall In Town – 3:17
13. Song Of The Seashore – 4:09
14. Song Of The Early Spring – 3:05
15. Lullaby – 2:13
16. Scolding – 4:21